# Americana (àlbum)
Americana és el cinquè disc d'estudi de la banda californiana de punk rock The Offspring. Fou publicat el 17 de novembre de 1998 per Columbia Records amb la producció de Dave Jerden.

## Informació
Just acabada la gira internacional que va fer The Offspring per promocionar l'anterior treball, Ixnay on the Hombre (1997), la banda va començar a treballar en un nou àlbum que els va permetre expandir el seu so i explorar amb elements més pop punk. Van iniciar les sessions de gravació entre juliol i setembre de 1998 a Eldorado Recording Studios amb Dave Jerden encarregant-se de la producció, qui ja havia produït Ixnay on the Hombre. La cançó "Pay the Man" ja s'havia enregistrat per l'anterior àlbum però no hi fou inclosa perquè el seu so no quadrava en aquest treball. El títol de l'àlbum enllaçava amb la idea d'explicar històries sobre les coses que els envolten i de la cara fosca de la cultura estatunidenca, generalitzada com a cultura americana.
El resultat fou un treball molt reeixit, van debutar en el número sis de la llista estatunidenca amb gairebé 200.000 unitats en la primera setmana de venda, i van arribar a la segona posició mantenint-se en el Top 10 durant 22 setmanes no consecutives. A nivell de llistes fou el seu millor treball, ja que mai havien arribat a una posició tan alta, però a nivell de vendes es va situar per darrere de Smash (1994) malgrat vendre més de 15 milions de còpies arreu del món.
La portada del disc és una il·lustració realitzada per Frank Kozik, on es mostra un noi ros amb una bota ortopèdica que s'està gronxant mentre té agafat una puça gegant i també hi apareix un tentacle. En la contraportada apareix la puça i la bèstia del tentacle que s'ha cruspit el noi, i també el gronxador amb la bota ortopèdica.

## Llista de cançons
| Núm.          | Títol                                                                            | Durada |
| ------------- | -------------------------------------------------------------------------------- | ------ |
| 1.            | «Welcome»                                                                        | 0:09   |
| 2.            | «Have You Ever»                                                                  | 3:56   |
| 3.            | «Staring at the Sun»                                                             | 2:13   |
| 4.            | «Pretty Fly (for a White Guy)»                                                   | 3:08   |
| 5.            | «The Kids Aren't Alright»                                                        | 3:00   |
| 6.            | «Feelings»                                                                       | 2:52   |
| 7.            | «She's Got Issues»                                                               | 3:48   |
| 8.            | «Walla Walla»                                                                    | 2:57   |
| 9.            | «The End of the Line»                                                            | 3:02   |
| 10.           | «No Brakes»                                                                      | 2:04   |
| 11.           | «Why Don't You Get a Job?»                                                       | 2:52   |
| 12.           | «Americana»                                                                      | 3:15   |
| 13.           | «Pay the Man» (conté cançó oculta que comença a 9:16 després de 1:08 de silenci) | 10:21  |
| Durada total: | Durada total:                                                                    | 43:37  |

- Totes les cançons foren escrites i compostes per Dexter Holland, excepte "Feelings", que es tracta d'una versió i paròdia sobre la cançó escrita per Morris Albert i Louis Felix-Marie Gaste, llançada l'any 1975 per Albert.[1]
- "Pay de Man" dura 8:08 minuts però a continuació hi ha una pista oculta coneguda com a "Pretty Fly (Reprise)", una repetició de "Pretty Fly (for a White Guy)" en estil mariatxi que dura poc més d'un minut.

## Posicions en llista
| Llista       | Posició | Certificació | Vendes    |
| ------------ | ------- | ------------ | --------- |
| Alemanya     | 1       | 1x Or        | 250.000   |
| Austràlia    | 2       | 10x Platí    | 700.000   |
| Canadà       | 3       | 16x Platí    | 1.600.000 |
| Estats Units | 2       | 5x Platí     | 5.000.000 |
| França       | 1       | 9x Platí     | 2.700.000 |
| Japó         | 1       | 12x Platí    | 2.400.000 |
| Regne Unit   | 10      | 1x Platí     | 300.000   |

## Personal

### The Offspring
- Dexter Holland – Cantant, guitarra rítmica
- Noodles – Guitarra solista, veus addicionals
- Greg K. – Baix, veus addicionals
- Ron Welty – Bateria

### Altres
- Carlos Gomez – Guitarra
- Bryan Carlstrom – Enginyeria
- Annette Cisneros – Ajudant d'enginyeria
- Derrick Davis – Flauta
- Chris "X-13" Higgins – Veus addicionals
- Dave Jerden – Productor, mescles
- Eddy Schreyer – Masterització
- Sean Evans – Direcció artística
- Frank Kozik – Art
- Gabrial McNair – Trompa
- John Mayer – Veus addicionals
- Justin Beope – Art
- Alvaro Macias
- Phil Jordan – Trompa
- Davey Havok – Veus addicionals
- Jack Grisham – Veus addicionals
- Nika Frost – Veus addicionals